# سسک درختی بزرگ

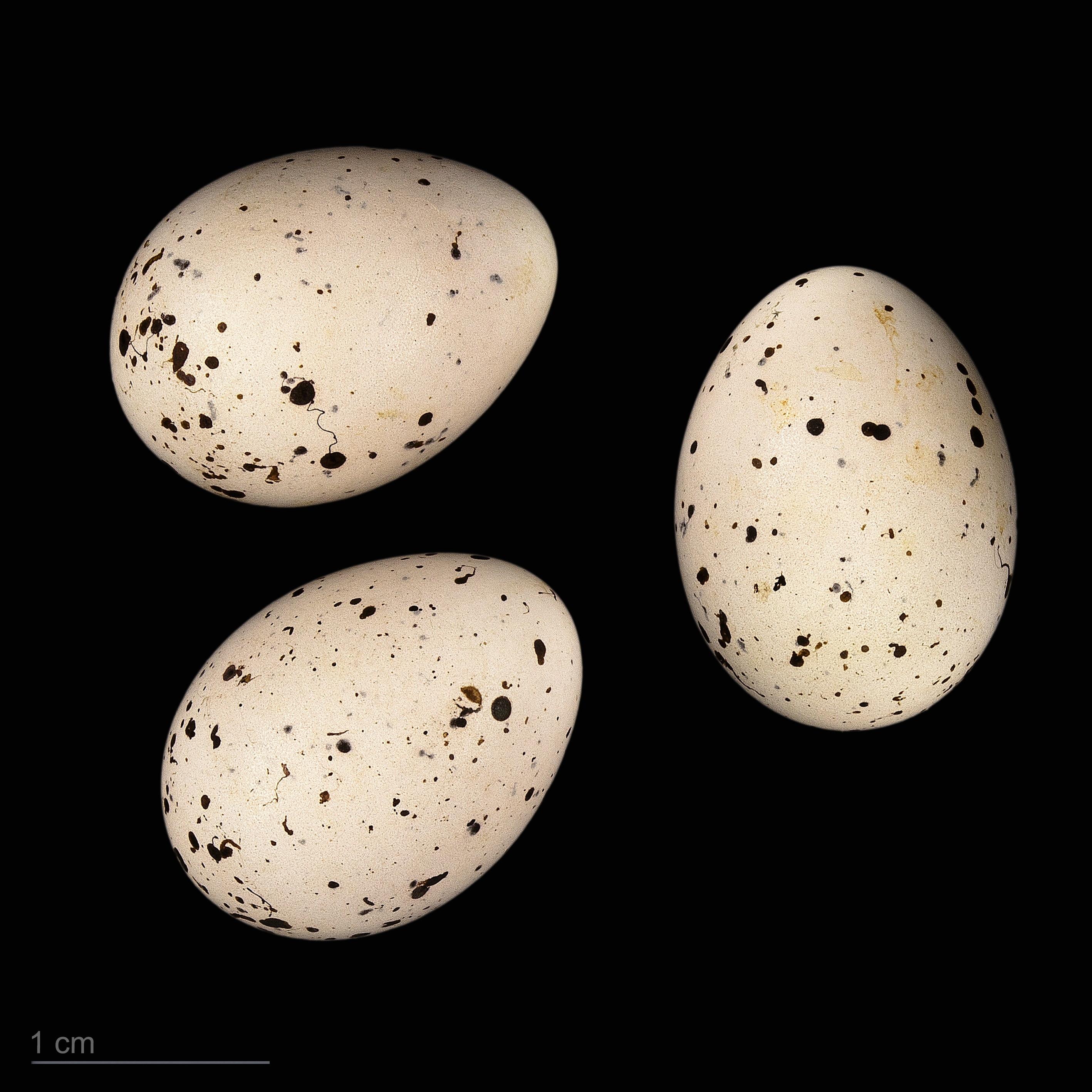
Hippolais languida

سسک درختی بزرگ (نام علمی: Hippolais languida) نام یک گونه از خانواده سسکیان است.